# Asumpta
Asumpta – imię żeńskie pochodzenia łacińskiego, nadawane w nawiązaniu do wniebowzięcia Marii, Matki Boskiej.
Asumpta imieniny obchodzi 7 kwietnia.